# Ellipse (Musik)
Unter Ellipse (altgriechisch ἔλλειψις élleipsis, deutsch ‚das Unterlassen, Ausbleiben, Zurückbleiben‘) versteht man in der Musiktheorie das Fehlen einer erwarteten Harmonie in einem Harmonieverlauf, wobei diese erwartete Harmonie in der Regel die Weiterführung bzw. Auflösung einer Zwischendominante ist. Der Begriff wird in der Musiktheorie somit entsprechend der sprachwissenschaftlichen Bedeutung verwendet, siehe Ellipse (Linguistik).
In der Musik der Romantik sind Ellipsen ein häufig verwendetes Stilmittel.
Beispiel:
Die erwartete Harmonie im 2. Takt ist die Subdominante nach der Zwischendominante (3. Akkord):
Ellipse: die erwartete Subdominante fehlt, stattdessen erscheint die Subdominantparallele:
Zur Schreibweise in der Musikanalyse siehe Funktionstheorie